# Luke Babbitt
Luke Robert Babbitt (ur. 20 czerwca 1989 w Cincinnati) – amerykański koszykarz, występujący na pozycjach niskiego lub silnego skrzydłowego.
W 2008 wystąpił w meczu gwiazd amerykańskich szkół średnich – McDonald’s All-American.
9 sierpnia 2017 został zawodnikiem Atlanty Hawks. 8 lutego 2018 trafił do Miami Heat w zamian za Okaro White'a.

## Osiągnięcia
Stan na 9 lutego 2018, na podstawie, o ile nie zaznaczono inaczej.
NCAA
- Zawodnik roku konferencji Western Athletic (WAC – 2010)[5]
- Najlepszy pierwszorocznych zawodnik konferencji WAC (2009)
- Zaliczony do:
  - I składu:
    - WAC (2009–2010)
    - turnieju WAC (2009, 2010)
    - nowo przybyłych zawodników WAC (2009)

  - składu:
    - WAC All-Decade (2010)
    - honorable mention All-America (2010)[6]
    - ESPN The Magazine Academic All-American (2010)

Inne
- Wicemistrz ligi VTB (2014)
- Uczestnik rozgrywek Eurocup (2013/14)